# 前田満
前田 満（まえだ みつる、1930年1月12日 - ）は、日本の哺乳類学者。北海道出身。1975年に大金永治・生井郁郎・和孝雄と『北海道林業技術発達史論』で日本森林学会林学賞受賞。
北海道第一師範学校（現北海道教育大学）卒業。北海道大学理学部動物学科の助手を経て、農林省林業試験場(現森林総合研究所)北海道支所・関西支所鳥獣研究室長を歴任。元農林水産省森林総合研究所関西支所保護部長。1988年3月、「森林施業の変遷と保護技術：エゾヤチネズミによる被害と防除法を中心として」で北海道大学より農学博士の学位を取得。
1984年に北大学図書刊行会(現北海道大学出版会)から出版された「北海道産野ネズミ類の研究 （太田嘉四夫編著）」の第5章 食物を五十嵐文吉・水島俊一と共著した。
定年退職後、国際協力事業団（現国際協力機構）より、インドネシア熱帯降雨林研究プロジェクトのリーダーとして、また中国森林保護研究プロジェクトのリーダーとして各2年間派遣、現地ボルネオ島の熱帯林と中国寧夏回族自治区の砂漠に滞在して森林保護の技術指導にあたった。。
2014年10月、自身の著書である絵本『空飛ぶカエル』を現役時代の赴任先である中国寧夏回族自治区銀川市の小学校へ寄贈。その際、訪中し銀川市内の小学校にて贈呈式に招待された。
2020年現在、「手稲山・発寒川編集室」代表。

## 著書
- 太田嘉四夫 (1984), 北海道産ネズミ類の研究, 編著 北海道野ネズミグループ執筆, 北大図書刊行会, ISBN 978-4-8329-0707-2[7]
- 『空とぶカエル』（2014年3月）
- 『鼻長ネズミのお酒づくりアイヌの森の動物たち』（2015年5月）
- 『北海道の野生動物の話』（2015年12月）

## 論文
- 前田満 (1963), “北海道の森林における野ネズミ類の生態に関する研究 (II)エゾヤチネズミの出生と死亡” (pdf), 林業試験場研究報告 (160):  1-18
- 木下栄次郎･前田 満 (1961), 天然林伐採跡の造林地とその周辺における野ネズミの生態に関する研究．林試研報127： 61-98．
- 上田明一・樋口輔三郎・五十嵐文吉･前田 満･桑畑勤･太田嘉四夫･阿部永･藤巻裕蔵･藤倉仁郎･高安知彦 (1966), エゾヤチネズミ研究史．林試研報191：1-100
- 上田明一･桑畑勤･前田 満 (1959), 春季のエゾヤチネズミの発生状況とその問題点．北方林業11：215-218．